# Helen Homans
Helen Homans McLean (1878 ou 1879 - 29 de março de 1949) foi uma tenista estadunidense. Ela ganhou um torneios de simples do US Open. 